# ADCYAP1
ADCYAP1 (англ. Adenylate cyclase activating polypeptide 1) – білок, який кодується однойменним геном, розташованим у людей на короткому плечі 18-ї хромосоми. Довжина поліпептидного ланцюга білка становить 176 амінокислот, а молекулярна маса — 18 835.
| 10         |  | 20         |  | 30         |  | 40         |  | 50         |
| ---------- |  | ---------- |  | ---------- |  | ---------- |  | ---------- |
| MTMCSGARLA |  | LLVYGIIMHS |  | SVYSSPAAAG |  | LRFPGIRPEE |  | EAYGEDGNPL |
| PDFDGSEPPG |  | AGSPASAPRA |  | AAAWYRPAGR |  | RDVAHGILNE |  | AYRKVLDQLS |
| AGKHLQSLVA |  | RGVGGSLGGG |  | AGDDAEPLSK |  | RHSDGIFTDS |  | YSRYRKQMAV |
| KKYLAAVLGK |  | RYKQRVKNKG |  | RRIAYL     |  |            |  |            |

A: Аланін

C: Цистеїн

D: Аспарагінова кислота

E: Глутамінова кислота

F: Фенілаланін

G: Гліцин

H: Гістидин

I: Ізолейцин

K: Лізин

L: Лейцин

M: Метіонін

N: Аспарагін

P: Пролін

Q: Глутамін

R: Аргінін

S: Серин

T: Треонін

V: Валін

W: Триптофан

Кодований геном білок за функцією належить до гормонів. 
Задіяний у такому біологічному процесі, як нейрогенез. 
Секретований назовні.